# Bonds ~Kizuna~
«BondS ~Kizuna~» (BondS～絆～) es el noveno sencillo de la banda Oshare Kei: Antic Cafe, publicado en 2006 y perteneciente al álbum Magnya Carta.
La primera canción, BondS ~Kizuna~ (BondS～絆～), se convierte en una de las cuatro canciones más famosas y con más éxito de An Cafe en su primera generación.

## Canciones
| CD  |                                |          |  |
| N.º | Título                         | Duración |  |
| 1.  | «BondS ~Kizuna~ (BondS～絆～)» | 5:02     |  |
| 2.  | «GO!!GO!!GO!!»                 | 4:22     |  |